# 99e division de fusiliers motorisés
Pour les articles homonymes, voir 99e division, 38e régiment et 414e régiment.
La 99e division de fusiliers motorisés (en russe : 99-я мотострелковая дивизия, numéro d'unité militaire 12848) est une grande unité de l'armée soviétique dans les années 1980.
Issue du 414e régiment de fusiliers motorisés, la division fait partie du 25e corps d'armée du district militaire d'Extrême-Orient et est stationnée dans la Tchoukotka.

## Historique

### Régiment de fusiliers
En 1949, la 18e division de mitrailleuses et d'artillerie, en garnison dans la baie d'Olga, est dissoute. Le 38e régiment de mitrailleuses et d'artillerie (ex 105e bataillon) est alors formé à partir de la division,.
En 1954, le 38e régiment de mitrailleuses et d'artillerie est réorganisé en 414e régiment de fusiliers (no 12848), indépendant. Il quitte la baie d'Olga et déménage à Anadyr en 1956,. À partir de 1957, devenu le 414e régiment de fusiliers motorisés, l'unité no 12848 est subordonnée au 43e corps d'armée,.
D'après le site ww2.dk, le régiment est renommé 23e brigade de fusiliers motorisés à partir de 1975.

### Division de fusiliers motorisés
La 99e division de fusiliers motorisés est créée en 1983 à Anadyr à partir du 414e régiment. Elle est créée sous prétexte de protéger les aérodromes de la Tchoukotka. Le véritable objectif était de couvrir les missiles RSD-10 Pionnier (désignés SS-20 par l'OTAN) en cas de redéploiement en Tchoukotka, dans la zone de l'installation souterraine géante spéciale de stockage d'armes nucléaires Portal, construite en 1958,.
La division est en sous-effectif et son personnel ne dépassait pas 1 500 à 1 800 personnes.
Contrairement à une division de fusiliers motorisés standard, la 99e division dispose de quatre régiments de fusiliers motorisés mais pas de régiments de chars, de missiles anti-aériens ou d'artillerie. Au lieu de bataillons de soutien, il existe en général des compagnies. Les régiments de fusiliers motorisés sont principalement équipés de MT-LB, et les chars des régiments de fusiliers motorisés et du bataillon de chars sont des T-54B.
La composition de la division est la suivante :
- État-major (Ougolnye Kopi) :
- 1323e régiment de fusiliers motorisés (ru) (baie de Providenia)[8] ;
- 1324e régiment de fusiliers motorisés (Goudym (it)) ;
- 1326e régiment de fusiliers motorisés (Ougolnye Kopi) ;
- 1327e régiment de fusiliers motorisés (Goudym) ;
- divizion de missiles (Goudym) ;
- bataillon de chars (Ougolnye Kopi) ;
- divizion de missiles et d'artillerie antiaériens (Ougolnye Kopi) ;
- compagnie de soutien matériel (Goudym);
- 1156e bataillon de transmissions (Ougolnye Kopi)) ;
- compagnie de reconnaissance (Ougolnye Kopi) ;
- compagnie du génie et de sapeurs (Ougolnye Kopi);
- compagnie de réparation et d'entretie (Goudym);
- 37e compagnie médicale (Goudym) ;
- bureau de contre-espionnage (Ougolnye Kopi).

En 1999 (ou 1996 ou 1990 ?), la division est renommée 3840e base de stockage d'armes et d'équipement, dissoute le 1er décembre 2002.